# Годфруа, Феликс
Дьёдонне́-Жозе́ф-Гийо́м-Фели́кс Годфруа́ (фр. Dieudonné-Joseph-Guillaume-Félix Godefroid; 24 июля 1818, Намюр, Валлония — 12 июля 1897, Виллер-сюр-Мер) — французский музыкант-арфист и композитор бельгийского происхождения.

## Биография
Младший брат арфиста и композитора Жюля-Жозефа Годфруа. Их отец, театральный деятель, по причине финансовых проблем переехал со всей семьёй во Францию в Булонь-сюр-Мер, где открыл музыкальную школу.
В 1832 году Феликс поступил в Парижскую консерваторию, где занимался по классу арфы под руководством Ф.-Ж. Надермана и Т. Лабарра.
Впечатлённый новой педальной (концертной) арфой, созданной в 1811 году Себастьяном Эраром, значительно расширившей технические возможности этого музыкального инструмента, Ф. Годфруа решил заняться концертной деятельностью. Усовершенствованная арфа Эрара с двойной педалью заняла своё современное место как в оркестре, так и в качестве солирующего инструмента.
С 1839 года он начал успешный сольный тур по Европе и Леванту. В 1847 году Ф. Годфруа обосновался в Париже и начал там концертировать. Будучи выдающимся виртуозом, «Паганини арфы», он давал концерты по всей Европе.
Ф. Годфруа обогатил игру на арфе новыми эффектами и дал левой руке равное с правой значение.
Автор двух месс и двух опер («La fille de saül» и «La harpe d’or»), сочинений для арфы: этюдов, дуэтов, транскрипции на мелодии Шуберта и несколько сочинений для фортепьяно.
Его дидактической работой «Mes exercices pour la harpe» пользовались несколько поколений арфистов.

## Публикации
- Mes exercies pour la harpe (1891)
- Étude de concert en mi bémol mineur pour harpe (1978)